# 盗難 (江戸川乱歩)
『盗難』（とうなん）は、1925年（大正14年）に発表された江戸川乱歩の短編探偵小説（犯罪小説、リドル・ストーリー）。報知新聞社の旬刊誌『写真報知』の1925年5月15日刊行版に掲載された。とある巧妙な盗難事件とその奇妙な後日談を経験した男が読者に語りかける形式の一人称小説。
書籍刊行としては1926年1月の『創作探偵小説集第二巻「屋根裏の散歩者」』（春陽堂）が初。

## 執筆背景
1925年当時、専業作家になることを決めた江戸川乱歩は、それまで探偵小説の専門誌とみなされていた『新青年』でしか筆を取ったことがなかった。『新青年』の編集長で乱歩に目をかけていた森下雨村は『写真報知』の仕事を口添えし、3月に掌編2作（『日記帳』と『算盤が恋を語る話』）が掲載された。乱歩はこの2作を「つまらない小品を二つ並べてごまかしたようなもの」と評するほどであったが、しかし、何故か誌上で非常に優待してもらい、原稿料も『新青年』より倍額でなおも仕事を振ってくれたために執筆したのが本作だという。
当時、乱歩は『新青年』誌上で6ヶ月連続短編掲載を行っており、特に同誌は専門誌だからやっつけなものは書けないという気持ちを強く持っていた。その上で他雑誌に書くのは並々ならぬ苦労であったというが、逆に『新青年』ほど力を込めずとも良いという気楽さもあり、本作は「息休めに属する拙作」と評している。また、乱歩は探偵小説と共に落語が好きだったと言い、本作は「どこか落語を連想させる軽い読物」と評し、「私の二つの好物が混じり合ったもの」と述べている。この後も、『写真報知』には『百面相役者』や『疑惑』など掲載を続け、同じく息抜きの拙作だったと述べているが、間もなく同誌自体が廃刊となってしまった。また、だいぶ経ってから報知新聞社の顧問であった野村胡堂が乱歩を高く評価し、同誌への掲載を指図していたことを知ったという。
本作は予告状を出す巧妙な盗賊の話であり、『百面相役者』と共に後の怪人二十面相の影が見えると山前譲は述べている。

## あらすじ
「私」が経験した面白い話として、以下の物語が語られる（なお、下記に登場する現在の貨幣価値は光文社の『江戸川乱歩全集1巻』（2004年）の解題にある説明を基としている）。
かつて「私」が勤めていた新興宗教の支教会で、古くなった説教所を改築することになり寄付金を集めることになった。同郷で古馴染みでもあるその教会の主任は、およそ宗教家とは程遠い、飲酒や色狂いで夫婦喧嘩が絶えない男であったが、商才に長け、信者から金を巻き上げるのが上手かった。その手腕によってたった10日で5000円（現在の価値で200万円近く）もの大金を集めてしまい、これらは教会内の金庫に保管してあった。このままなら、あと1か月もすれば予定額が集まるなどと考えていた矢先のこと、主任宛に「今夜12時の時計を合図に貴殿の手許に集まっている寄付金を頂戴に推参する」という予告状が届く。主任はイタズラであると決めつけるが、心配になった「私」は主任を説得し、せめて警察には届けでることにした。「私」が警察署の方へ向かうと、ちょうど4、5日前に戸籍調べに来た巡査と出くわし、そこで事情を話すと、巡査もイタズラだと判断するが、ちょうど警邏の予定もあるため、予告時刻に同伴することを約束する。
当夜、「私」は主任や巡査と共に金庫の前で待っていたが予告時間を過ぎても何も起こらなかった。巡査に言われるまま確認のために金庫の扉を開けると、まさに巡査こそが泥棒であり、ピストルを「私」たちに向けたまま札束を手にとって逃亡する。すぐに騒ぎとなり、寝ていた信者なども総出で泥棒探しが始まるが見つからず、やがて騒動を聞きつけた本物の警官がやってくる。事情を聞いた警官は、一回署に戻って非常線を張ると言い、偽警官なら目立つからすぐに捕まると「私」たちを安心させる。
後日、結局犯人は見つからず、主任は何度か警察署に催促に向かうが何の音沙汰もない。主任は諦めて、改めて寄付を募り目標額を集めてしまったが、これは話の本筋に関係ないと「私」は言い、後日談について語り始める。
事件から2か月後に「私」が所用でかなり離れた町へと赴いた折、今は田舎紳士風の格好をしている、あのニセ警官を発見する。「私」が尾行したところ、男の連れがあの事件の直後に本物の警官としてやってきた男に似ていることに気づく。2人が料理屋に入っていくのを見届けた後、入り口で見張りながら「私」は後からやってきた警官も偽者で泥棒の仲間であったと推理し、実は警察の捜査すらなされていない可能性など、その手際に感心する。しかし、同時に主任は警察署に足を運んで確認しているはずであり、ここに矛盾を感じる。1時間ほど経ち、酔った2人が店から出てくる。引き続き尾行するが、2人は途中で別れ、「私」は最初のニセ警官の方の後を追う。ところが、いつの間にか尾行は気づかれており、人気のない鎮守の森で男は待ち構えていた。泥棒は「私」の顔を見ると親しげに語りかけ、お前の大将にはしてやられたと言う。状況が飲めず、不思議がる「私」に対し、泥棒は、実は5000円はすべてよく出来た偽札であったと言う。そんなはずはないと言う「私」に対し、泥棒は証拠として、あの時、盗んだという百円札をポンと3枚渡し（現在の価値で約10万円以上）、おそらく主任が前もってすり替えていたこと、自分よりもとんだ悪党だと指摘して姿を消す。しばし呆然としていた「私」であったが、よく知る主任の人となりや先程感じた矛盾点、また当時に予告状を全く意に介さなかった点などを踏まえるとすべての辻褄が合うと判断する。かと言って同郷の古馴染みを告発する気にもなれず、そのまま教会に留まる気にもなれず、すぐに教会の仕事を辞めてしまった。
しかし、「私」はこれで話は終わりではなく、まだ続くという。
その後、偽札と知りつつも「私」は思い出として財布の底にあの百円札をしまっていた。ある月末、女房がそれと知らずに1枚を支払いに使ってしまったというが、普通に通用してしまった。ここで「私」は、泥棒が渡してきた百円札が本物であったと知る。すなわち、偽札という説明自体が、あの時「私」を撒くための嘘だったのだ。ここで主任を疑ったことを恥じると同時に、あの時のもうひとりのニセ警官も果たしてニセ警官だったのかと疑問視する。主任を疑った理由だったためである。しかし、もしかすると泥棒が本物を偽札と勘違いしていただけかもしれない。いずれにしても今となっては本当のことはわからず、何が真実であっても面白いと「私」は語り終える。